# 家·多點嘗試
是一部由安迪·沃尔顿（Andy Wolton）创作的英国喜剧电视连续剧。第一季已于2020年5月1日在Apple TV+上首播，第二季於2021年5月21日上線，並已預定第三季。

## 剧情
故事的主角杰森与妮琪是一对非常想成为父母的情侣，但在怀上孩子上困难重重。为了实现他们想要婴儿的想法，他们选择了领养，并面对领养过程中带来的一系列问题。

## 演員名單
- 瑞夫·史波（英语：Rafe Spall） 飾演 Jason
- 埃絲特·史密斯（英语：Esther Smith） 飾演  Nikki
- 伊美黛·史道頓 飾演 Penny
- 奧菲利亞·拉維邦德  飾演 Erica
- 奧利佛·克里斯 飾演 Freddy

## 外部連結
- Trying – 官方網站
- 互联网电影数据库（IMDb）上《家·多點嘗試》的资料（英文）
- 爛番茄上《家·多點嘗試》的資料（英文）
- Metacritic上《家·多點嘗試》的資料